# Tonnie Dirks

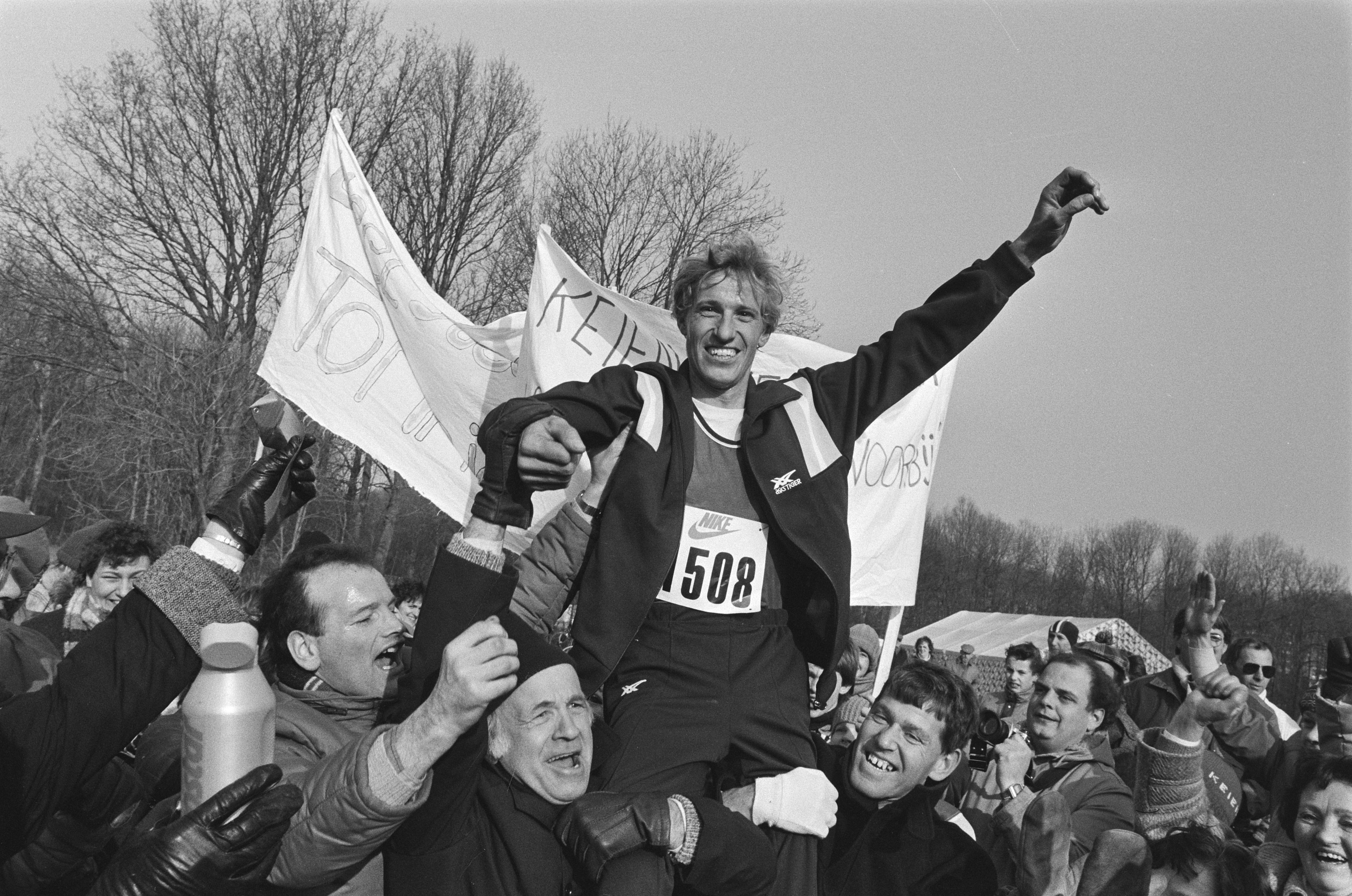
Tonnie Dirks

Tonnie Dirks (eigentlich Antonius Marinus Hendricus Maria Dirks; * 12. Februar 1961 in Zeeland, Landerd, Nordbrabant) ist ein ehemaliger niederländischer Langstreckenläufer.
Nationaler Meister wurde er einmal über 5000 m (1987), viermal über 10.000 m (1985, 1988, 1991, 1993), dreimal im Halbmarathon bzw. 25-km-Straßenlauf (1989, 1991, 1992) und siebenmal im Crosslauf (1986–1988, 1990–1992, 1994).
1989 und 1991 gewann er den Paderborner Osterlauf und von 1989 bis 1991 dreimal in Folge den Zevenheuvelenloop, 1991 den Egmond-Halbmarathon und 1991 sowie 1993 den Parelloop.
Mit einem neunten Platz beim Rotterdam-Marathon 1991 qualifizierte er sich für den Marathon der Leichtathletik-Weltmeisterschaften in Tokio, bei dem er den 16. Platz belegte. Im Jahr darauf wurde er Dritter beim CPC Loop Den Haag und kam beim London-Marathon auf den 13. Platz, erreichte aber beim Marathon der Olympischen Spiele in Barcelona nicht das Ziel. 1993 wurde er jeweils Zweiter beim Amsterdam-Marathon und beim Zevenheuvelenloop. 
Nach dem Ende seiner aktiven Laufbahn 1994 wurde er Leichtathletiktrainer.

## Persönliche Bestzeiten
- 5000 m: 13:37,11 min, 19. Juli 1987, Hengelo
- 10.000 m: 28:33,54 min, 23. Juli 1993, Amsterdam
- 10-km-Straßenlauf: 28:20 min, 4. Juni 1989, Den Haag
- 15-km-Straßenlauf: 43:54 min, 21. November 1993, Nijmegen
- Halbmarathon: 1:02:18 h, 29. März 1992, Den Haag
- 25-km-Straßenlauf: 1:15:22 h, 30. März 1991, Paderborn
- Marathon: 2:12:27 h, 26. September 1993, Amsterdam